# Вера (Санта-Фе)
Вера (исп. Vera) — город и муниципалитет в департаменте Вера провинции Санта-Фе (Аргентина), административный центр департамента.

## История
Первые поселенцы назвали эти места Ла-Курва («изгиб») из-за особенностей прохождения железной дороги.
В 1892 году землевладелец Эухенио Алеман предоставил план создания населённого пункта, который был одобрен властями. Этот населённый пункт носил разные названия: Ла-Курва, Хобсон, Хобсон-Вера, Гобернадор-Вера, и в итоге — Вера.
В 1954 году он получил статус города.